# Стефани Рис
Стефани Рис (енгл. Stephanie Reece; 24. април 1970) је бивша америчка професионална тенисерка.

## Биографија
Рођена је 24. априла 1970. Одрасла је у Индијанаполису, где је похађала средњу школу и учествовала у три тима који су победили на државном првенству IHSAA. Играла је тенис на Универзитету Индијана четири године, зарадивши свих пет селекција.
Као професионални играч је била најуспешнија у дубловима, са седамдесет и девет највишим рангом на свету. Била је вицешампионка у дублу заједно са Наном Смит 1995. и појавила се у главном жребу женског дубла на сва четири гренд слем турнира 1996. године, што је била њена последња сезона на турнеји.
Данас ради као тренер тениса у средњој школи у Зајонсвилу. Септембра 2018. је њен бивши супруг Мајкл Хан убио њено двоје деце и себе.

## Финале Женске тениске асоцијације

### Дубл (0–1)
| Резултат       | Датум         | Место    | Партнер   | Противници                | Скор          |
| -------------- | ------------- | -------- | --------- | ------------------------- | ------------- |
| Другопласирани | Октобар 1995. | Сурабаја | Нана Смит | Петра Камстра Тина Крижан | 6–2, 4–6, 1–6 |